# Несправедливость (мультфильм)
«Несправедливость» (англ. Injustice) — американский анимационный фильм 2021 года, основанный на видеоигре Injustice: Gods Among Us 2013 года.
Фильм был анонсирован в июне 2021 года. В нём использованы элементы из видеоигры и из комикса-приквела, в первую очередь из главы Year One.

## Сюжет
На Земле-22 Джокер и Харли Квинн похищают Лоис Лейн, убивают Джимми Олсена и крадут ядерное оружие, которое подключают к пульсометру, хирургически прикреплённому к сердцу Лейн. Бэтмен созывает всех членов Лиги справедливости на её поиски. Флэш находит в своей лаборатории мёртвого Пугало, а его запас токсина страха украл Джокер. Супермен в конце концов находит Джокера и Харли, прячущихся на подводной лодке, но когда он сталкивается с ними, на него нападает Думсдэй. Супермен взлетает с монстром в космос. Когда другие герои прибывают и ловят Джокера с Харли, Бэтмен понимает, что они использовали токсин страха, смешанный с криптонитом, чтобы напустить на Супермена галлюцинации, будто он сражается с Думсдэем; на самом деле он забил до смерти Лоис. Бэтмен пытается предупредить Супермена, но уже слишком поздно; сердцебиение Лоис останавливается, и ядерная бомба взрывается, разрушая Метрополис и убивая миллионы людей. Допрашивая Джокера, Бэтмен спрашивает о его мотивах, и тот говорит, что устал ему проигрывать, поэтому вместо этого решил насолить Супермену. Вскоре на допрос является Супермен, охваченный горем и гневом из-за потери жены, будущего ребёнка и города, и убивает Джокера.
Зелёная Стрела прячет Харли в своём убежище, чтобы защитить её от гнева Супермена. Кал-Эл раскрывает свою личность Кларка Кента перед Организацией Объединённых Наций и объявляет о своих намерениях привести Землю к миру, при необходимости силой. Лига справедливости разделяется во мнении по поводу действий Супермена, так как некоторые члены, такие как Чудо-женщина, верят в его дело по устранению жестоких преступников, в то время как другие, включая Бэтмена, держат свою клятву об отказе убивать. Некоторые герои отказываются выбирать сторону и покидают Лигу.
Между тем, правительство США обеспокоено вмешательством Супермена в некоторые их операции, и приказывает Мастеру Зеркал похитить Джонатана Кента, чтобы использовать его в качестве рычага воздействия на Кларка. Супермен начинает сомневаться в своих действиях, но Чудо-Женщина уверяет его, что он поступает правильно, и предлагает помочь ему найти Джонатана. Встретившись с Мастером Зеркал, Чудо-женщина узнаёт о местонахождении Джонатана и берёт пояс преступника, который Супермен использует, дабы пройти через зазеркалье, найти и спасти своего отца. В неизвестном месте Бэтмен предупреждает президента, что Супермен убьёт его, если когда-либо узнает, что глава государства приказал похитить Джонатана.
Позже Супермен посещает Бэтмена, чтобы помириться, но они спорят о своих взглядах, и Бэтмен отказывается присоединиться к Супермену. Пытаясь помешать ему перевести заключённых Лечебницы Аркхем в более безопасное место, Бэтмен и Найтвинг узнают, что Робин присоединился к Супермену. Харли, сбежавшая от Зелёной Стрелы и решившая стать героем, освобождает сумасшедших из под стражи. Бэтмен и Супермен временно откладывают свои разногласия, чтобы сразиться с ними. Во время битвы разгневанный Робин случайно убивает Найтвинга. Женщина-кошка, узнав о произошедшем от Супермена, утешает Бэтмена, а душа Найтвинга встречается с Рамой Кушна в загробной жизни, которая превращает его Дедвинга.
Супермен неохотно объединяется с дедушкой Дэмиена, Ра’с аль Гулом, а Бэтмен формирует подпольное сопротивление и планирует украсть пушку красного солнца из Крепости Одиночества. Когда они сталкиваются там, Капитан Атом проникает внутрь Супермена с криптонитом, но его убивает Ра’с при помощи химикатов. Джонатан Кент, который теперь жил в крепости, погибает от несчастного случая: лучник стреляет в Супермена, но тот отражает стрелу в сторону, где стоял его отец. В ярости Супермен убивает Зелёную Стрелу. После того, как Кал-Эл превращает Землю в полицейское государство с помощью беспилотных летательных аппаратов, Бэтмен отправляет Пластик-мена освободить из тюремного заключения Мистера Потрясающего. В сеть утекает видео, на котором Супермен убивает тусующихся тинейджеров, прославляющих Джокера.
В ответ Супермен активирует андроида Амазо для обеспечения глобального мира, но робот быстро становится агрессивным, так как Ра’с запрограммировал его для убийства Супермена. Он может воспроизвести силы Супермена. Андроид убивает Человека-ястреба и Киборга, но Бэтмен с командой прибывает и помогает Супермену и Чудо-женщине уничтожить машину. Тем временем Робин сражается с Ра’сом и побеждает его с помощью Дедвинга. Несмотря на то, что группа Бэтмена помогла Супермену, последний собрался их арестовать, но его останавливает Супермен с Земли-1, которого перенёс в эту вселенную Мистер Потрясающий. Однако Супермен побеждает хорошего самого себя. Но затем появляется Лоис из другой вселенной, которая потеряла своего Супермена. Она просит его сдаться. Осознав, как низко пал, Супермен соглашается понести ответственность и отправиться в заключение. Бэтмен целуется с Женщиной-кошкой.

## В ролях
| Актёр              | Персонаж                                               |
| ------------------ | ------------------------------------------------------ |
| Джастин Хартли     | Кал-Эл / Кларк Кент / Супермен                         |
| Энсон Маунт        | Брюс Уэйн / Бэтмен                                     |
| Лора Бэйли         | Лоис Лейн Рама Кушна                                   |
| Зак Каллисон       | Дэмиен Уэйн / Робин Джимми Олсен                       |
| Брайан Т. Делани   | Хэл Джордан / Зелёный Фонарь                           |
| Брэндон Майкл Холл | Киборг                                                 |
| Эндрю Моргадо      | Солдат Мастера Зеркал                                  |
| Эдвин Ходж         | Мистер Потрясающий Убийца Крок                         |
| Оливер Хадсон      | Пластик-мен                                            |
| Джиллиан Джейкобс  | Харли Квинн                                            |
| Юрий Ловенталь     | Сэм Скаддер / Мастер зеркал Флэш Шазам                 |
| Дерек Филлипс      | Дик Грейсон / Найтвинг / Дедвинг Артур Карри / Аквамен |
| Кевин Поллак       | Джокер Президент Джонатан Кент                         |
| Аника Нони Роуз    | Селина Кайл / Женщина-кошка                            |
| Рид Скотт          | Оливер «Олли» Куин / Зелёная Стрела Виктор Зас         |
| Фаран Тахир        | Ра’с аль Гул                                           |
| Фред Таташор       | Капитан Атом                                           |
| Джанет Варни       | Диана / Чудо-женщина                                   |

## Производство
Фильм был анонсирован в июне 2021 года. Актёрский состав мультфильма был объявлен в следующем месяце, 21 июля.

## Маркетинг
Краткий обзор фильма был выпущен во второй части мультфильма «Бэтмен: Долгий Хэллоуин». Первый официальный трейлер вышел 10 сентября 2021 года. 23 сентября был выпущен трейлер с рейтингом R.

## Релиз
Мультфильм вышел 19 октября 2021 года эксклюзивом на DVD, Blu-Ray и 4K Ultra HD. 9 октября весь фильм попал в сеть, за десять дней до запланированной даты выхода.

## Отзывы и продажи
Варков из 2x2 написал, что «одна из ключевых претензий к мультфильму — его стоило сделать не полнометражкой, а сериалом или мини-сериалом», но «как фанат вселенной» он «всё равно остался доволен». Шон Стиллман на сайте cinelinx.com оценил мультфильм в 2 звезды из 5 и написал, что «как клип-шоу, он работает», но «как самостоятельный рассказ… сценарий просто не может удержать его воедино». Критик из IGN поставил мультфильму оценку 4 из 10 и написал, что «„Несправедливость“ не оправдывает своих обещаний. Этот анимационный фильм пытается втиснуть слишком много исходного материала в одну картину, заставляя жертвовать огромным количеством развития персонажей и ключевых моментов сюжета». В конце он добавляет, что «в результате фильм кажется пустым».
Фильм занял третью позицию в еженедельном рейтинге NPD Videoscan First Alert по общим продажам домашних носителей и Blu-ray в США. По данным The Numbers, за первую неделю после выпуска было продано 43 317 единиц Blu-ray и 7 568 единиц DVD с общим доходом в 1,16 миллиона долларов. По состоянию на март 2022 года мультфильм принёс более 2,5 миллиона долларов с продаж на DVD и Blu-ray. Он также занял пятое место в чартах Google Play и VODu. В Великобритании он занял десятое место в официальном чарте фильмов. На второй неделе после выпуска в США мультфильм опустился на пятое место в чарте продаж Blu-ray и на восьмое место в общем объёме продаж дисков. В конце октября он занимал десятое место в общем объёме продаж дисков в течение месяца. Картина повторно вошла в чарт 10 лучших фильмов Google Play на третьей неделе, заняв пятое место, а на следующей неделе опустилась на десятое место.